# Lukluk
Lukluk is een bestuurslaag in het regentschap Badung van de provincie Bali, Indonesië. Lukluk telt 8522 inwoners (volkstelling 2010).